# Anthony DeAngelo
Anthony DeAngelo (né le 24 octobre 1995 à Sewell, dans le New Jersey aux États-Unis) est un joueur américain de hockey sur glace. Il évolue au poste de défenseur.

## Biographie

### En club
Anthony DeAngelo débute en 2010 en USHL avec les RoughRiders de Cedar Rapids. Il rejoint ensuite les Sting de Sarnia en LHO. Il est repêché à la 19e position du repêchage d'entrée dans la LNH 2014 par le Lightning de Tampa Bay. Il réalise une bonne saison 2014-2015 qui lui permet de recevoir, le 6 mai 2015, le trophée Max-Kaminsky récompensant le meilleur défenseur de LHO. Il est également élu défenseur de la saison de la Ligue canadienne de hockey.
Le 25 juin 2016, DeAngelo est échangé aux Coyotes de l'Arizona en retour d'un choix de 2e ronde (2016).
Le 23 juin 2017, il est transigé aux Rangers de New York avec un choix de 1re ronde pour le repêchage de 2017 en retour de l'attaquant Derek Stepan et du gardien Antti Raanta.
À la fin de la saison 2018-2019, il devient agent libre avec restriction. Les négociations de contrat s'étirent jusqu'au début du camp d'entraînement où il signe une nouvelle entente de 1 an, le 20 septembre 2019, moins de deux semaines avant le début de la saison. 
Lors de le saison 2019-2020, il récolte 53 points en 68 points, bon pour le 4e rang des pointeurs chez les défenseurs avant que la fin de la saison soit annulée en raison de la pandémie de COVID-19. Le 15 octobre 2020, il obtient un nouveau contrat de 2 ans avec New York. 
Au premier match de la campagne 2020-2021, il écope d'une pénalité pour conduite anti-sportive, geste qui est considéré comme un manque de discipline par son entraîneur, David Quinn. En conséquence à ce geste, il rate le 2e match de saison régulière de son équipe. Le 31 janvier 2021, à la suite d'une altercation physique avec Alexandar Georgiev après une défaite de 5-4 en prolongation face aux Penguins, il est placé au ballottage. Il n'est pas réclamé et se retrouve sur la formation de réserve, mais est placé à l'écart de l'équipe et de ses coéquipiers. Dans un point de presse après l'incident, le directeur général des Rangers, Jeff Gorton, confirme que son joueur a disputé son dernier match avec l'équipe.
Le 23 juillet 2021, il est soumis au ballottage dans le but de racheter la dernière année de son contrat. Il devient alors agent libre sans compensation. Cinq jours plus tard, le 28 juillet, il signe une entente d'un an avec les Hurricanes de la Caroline.

### Carrière internationale
Il représente les États-Unis en sélection jeune.

## Statistiques

### En club
| Saison     | Équipe                           | Ligue      |                   | Saison régulière  | Saison régulière  | Saison régulière  | Saison régulière  | Saison régulière |   | Séries éliminatoires | Séries éliminatoires | Séries éliminatoires | Séries éliminatoires | Séries éliminatoires |
| Saison     | Équipe                           | Ligue      | PJ                | B                 | A                 | Pts               | Pun               | PJ               | B | A                    | Pts                  | Pun                  |                      |                      |
| 2010-2011  | RoughRiders de Cedar Rapids      | USHL       | 28                | 1                 | 14                | 15                | 19                | -                | - | -                    | -                    | -                    |                      |                      |
| 2011-2012  | Sting de Sarnia                  | LHO        | 68                | 6                 | 17                | 23                | 46                | 6                | 1 | 0                    | 1                    | 2                    |                      |                      |
| 2012-2013  | Sting de Sarnia                  | LHO        | 62                | 9                 | 49                | 58                | 60                | 4                | 1 | 2                    | 3                    | 8                    |                      |                      |
| 2013-2014  | Sting de Sarnia                  | LHO        | 51                | 15                | 56                | 71                | 90                | -                | - | -                    | -                    | -                    |                      |                      |
| 2014-2015  | Sting de Sarnia                  | LHO        | 29                | 10                | 28                | 38                | 64                | -                | - | -                    | -                    | -                    |                      |                      |
| 2014-2015  | Greyhounds de Sault-Sainte-Marie | LHO        | 26                | 15                | 36                | 51                | 51                | 13               | 0 | 16                   | 16                   | 18                   |                      |                      |
| 2015-2016  | Crunch de Syracuse               | LAH        | 69                | 6                 | 37                | 43                | 84                | -                | - | -                    | -                    | -                    |                      |                      |
| 2016-2017  | Roadrunners de Tucson            | LAH        | 25                | 3                 | 13                | 16                | 31                | -                | - | -                    | -                    | -                    |                      |                      |
| 2016-2017  | Coyotes de l'Arizona             | LNH        | 39                | 5                 | 9                 | 14                | 37                | -                | - | -                    | -                    | -                    |                      |                      |
| 2017-2018  | Rangers de New York              | LNH        | 32                | 0                 | 8                 | 8                 | 11                | -                | - | -                    | -                    | -                    |                      |                      |
| 2017-2018  | Wolf Pack de Hartford            | LAH        | 29                | 2                 | 11                | 13                | 17                | -                | - | -                    | -                    | -                    |                      |                      |
| 2018-2019  | Rangers de New York              | LNH        | 61                | 4                 | 26                | 30                | 77                | -                | - | -                    | -                    | -                    |                      |                      |
| 2019-2020  | Rangers de New York              | LNH        | 68                | 15                | 38                | 53                | 47                | 3                | 0 | 1                    | 1                    | 16                   |                      |                      |
| 2020-2021  | Rangers de New York              | LNH        | 6                 | 0                 | 1                 | 1                 | 4                 | -                | - | -                    | -                    | -                    |                      |                      |
| 2021-2022  | Hurricanes de la Caroline        | LNH        | 64                | 10                | 41                | 51                | 56                | 14               | 1 | 9                    | 10                   | 12                   |                      |                      |
| 2022-2023  | Flyers de Philadelphie           | LNH        | 70                | 11                | 31                | 42                | 73                | -                | - | -                    | -                    | -                    |                      |                      |
| 2023-2024  | Hurricanes de la Caroline        | LNH        | 31                | 3                 | 8                 | 11                | 24                | 9                | 0 | 2                    | 2                    | 6                    |                      |                      |
| 2024-2025  | SKA Saint-Pétersbourg            | KHL        | Saison en cours ? | Saison en cours ? | Saison en cours ? | Saison en cours ? | Saison en cours ? |                  |   |                      |                      |                      |                      |                      |
| Totaux LNH | Totaux LNH                       | Totaux LNH | 371               | 48                | 162               | 210               | 329               | 26               | 1 | 12                   | 13                   | 34                   |                      |                      |